# Tenisový turnaj v Adelaide
Tenisový turnaj v Adelaide (oficiální název Next Generation Adelaide International) byl v letech 1972–2008 tenisový turnaj mužského okruhu ATP. Turnaj se konal pravidelně první týden v roce na tvrdém povrchu v areálu Memorial Drive Park v Adelaide, Austrálie.
V letech 1972-1980 a r. 1988 se v Adelaide konal nepravidelně i tenisový turnaj žen okruhu WTA. K roku 2008 byla celková dotace turnaje 419 000 USD, vítěz dvouhry získal 64 800 USD.
V ročníku 1998 se stal místní rodák Lleyton Hewitt ve věku 16 let a 11 měsíců nejmladším vítězem turnaje okruhu ATP v historii.
Od roku 2009 pořadatelství turnaje přešlo do Brisbane.

## Výsledky finále mužů

### Dvouhra
| Rok  | Vítěz               | Finalista           | Výsledek      |
| ---- | ------------------- | ------------------- | ------------- |
| 2008 | Michael Llodra      | Jarkko Nieminen     | 6-3 6-4       |
| 2007 | Novak Djoković      | Chris Guccione      | 6-3 6-76 6-4  |
| 2006 | Florent Serra       | Xavier Malisse      | 6-3 6-4       |
| 2005 | Joachim Johansson   | Taylor Dent         | 7-5 6-3       |
| 2004 | Dominik Hrbatý      | Michaël Llodra      | 6-4 6-0       |
| 2003 | Nikolaj Davyděnko   | Kristof Vliegen     | 6-2 7-63      |
| 2002 | Tim Henman          | Mark Philippoussis  | 6-4 6-76 6-3  |
| 2001 | Tommy Haas          | Nicolás Massú       | 6-3 6-1       |
| 2000 | Lleyton Hewitt      | Thomas Enqvist      | 3-6 6-3 6-2   |
| 1999 | Thomas Enqvist      | Lleyton Hewitt      | 4-6 6-1 6-2   |
| 1998 | Lleyton Hewitt      | Jason Stoltenberg   | 3-6 6-3 7-64  |
| 1997 | Todd Woodbridge     | Scott Draper        | 6-2 6-1       |
| 1996 | Jevgenij Kafelnikov | Byron Black         | 7-60 3-6 6-1  |
| 1995 | Jim Courier         | Arnaud Boetsch      | 6-2 7-5       |
| 1994 | Jevgenij Kafelnikov | Alexandr Volkov     | 6-4 6-3       |
| 1993 | Nicklas Kulti       | Christian Bergström | 3-6 7-5 6-4   |
| 1992 | Goran Ivanišević    | Christian Bergström | 1-6 7-65 6-4  |
| 1991 | Nicklas Kulti       | Michael Stich       | 6-3 1-6 6-2   |
| 1990 | Thomas Muster       | Jimmy Arias         | 3-6 6-2 7-5   |
| 1989 | Mark Woodforde      | Patrik Kühnen       | 7-5 1-6 7-5   |
| 1988 | Mark Woodforde      | Wally Masur         | 6-2 6-4       |
| 1987 | Wally Masur         | Bill Scanlon        | 6-4 7-6       |
| 1986 | turnaj se nekonal   |                     |               |
| 1985 | Eddie Edwards       | Peter Doohan        | 6-2 6-4       |
| 1984 | Peter Doohan        | Huub van Boeckel    | 1-6 6-1 6-4   |
| 1983 | Mike Bauer          | Miloslav Mečíř      | 3-6 6-4 6-1   |
| 1982 | Mike Bauer          | Chris Johnstone     | 4-6 7-6 6-2   |
| 1981 | Mark Edmondson      | Brad Drewett        | 7-5 6-2       |
| 1980 | turnaj se nekonal   |                     |               |
| 1979 | Kim Warwick         | Bernard Mitton      | 7-5 6-4       |
| 1978 | turnaj se nekonal   |                     |               |
| 1977 | Victor Amaya        | Brian Teacher       | 6-1 6-4       |
| 1976 | turnaj se nekonal   |                     |               |
| 1975 | turnaj se nekonal   |                     |               |
| 1974 | Dick Stockton       | Geoff Masters       | 6-2 6-3 6-2   |
| 1973 | turnaj se nekonal   |                     |               |
| 1972 | Alex Metreveli      | Kim Warwick         | 6-3, 6-3, 7-6 |

### Čtyřhra
| Rok  | Vítězové                          | Finalisté                          | Výsledek        |
| ---- | --------------------------------- | ---------------------------------- | --------------- |
| 2008 | Martin Garcia / Marcelo Melo      | Chris Guccione / Robert Smeets     | 6-3, 3-6, 10-7  |
| 2007 | Wesley Moodie / Todd Perry        | Novak Djoković / Radek Štěpánek    | 6-4, 3-6, 15-13 |
| 2006 | Jonatan Erlich / Andy Ram         | Paul Hanley / Kevin Ullyett        | 7-6, 7-6        |
| 2005 | Xavier Malisse / Olivier Rochus   | Todd Perry / Simon Aspelin         | 7-6, 6-4        |
| 2004 | Bob Bryan / Mike Bryan            | Arnaud Clement / Michaël Llodra    | 7-5, 6-3        |
| 2003 | Jeff Coetzee / Chris Haggard      | Max Mirnyj / Jeff Morrison         | 2-6, 6-4, 7-6   |
| 2002 | Wayne Black / Kevin Ullyett       | Bob Bryan / Mike Bryan             | 7-5, 6-2        |
| 2001 | David Macpherson / Grant Stafford | Wayne Arthurs / Todd Woodbridge    | 6-7, 6-4, 6-4   |
| 2000 | Mark Woodforde / Todd Woodbridge  | Lleyton Hewitt / Sandon Stolle     | 6-4, 6-2        |
| 1999 | Gustavo Kuerten/ Nicolas Lapentti | Jim Courier / Patrick Galbraith    | 6-4, 6-4        |
| 1998 | Joshua Eagle / Andrew Florent     | Ellis Ferreira / Rick Leach        | 6-4, 6-7, 6-3   |
| 1997 | Patrick Rafter/ Bryan Shelton     | Mark Woodforde / Todd Woodbridge   | 6-4, 1-6, 6-3   |
| 1996 | Mark Woodforde / Todd Woodbridge  | Jonas Björkman / Tommy Ho          | 7-5, 7-6        |
| 1995 | Jim Courier / Patrick Rafter      | Byron Black / Grant Connell        | 7-6, 6-4        |
| 1994 | Mark Kratzmann / Andrew Kratzmann | David Adams / Byron Black          | 6-4, 6-3        |
| 1993 | Mark Woodforde / Todd Woodbridge  | John Fitzgerald / Laurie Warder    | 6-4, 7-5        |
| 1992 | Goran Ivanisevič / Marc Rosset    | Mark Kratzmann / Jason Stoltenberg | 7-6, 7-6        |
| 1991 | Wayne Ferreira / Stefan Kruger    | Paul Haarhuis / Mark Koevermans    | 6-4, 4-6, 6-4   |
| 1990 | Andrew Castle / Nduka Odizor      | Alexander Mronz / Michiel Schapers | 7-6, 6-2        |
| 1989 | Neil Broad / Stefan Kruger        | Mark Kratzmann / Glenn Layendecker | 6-2, 7-6        |
| 1988 | Darren Cahill / Mark Kratzmann    | Carl Limberger / Mark Woodforde    | 4-6, 6-2, 7-5   |
| 1987 | Ivan Lendl / Bill Scanlon         | Peter Doohan / Laurie Warder       | 6-7, 6-3, 6-4   |
| 1986 | turnaj se nekonal                 |                                    |                 |
| 1985 | Mark Edmondson / Kim Warwick      | Nelson Aerts / Tomm Warneke        | 6-4, 6-4        |
| 1984 | Broderick Dyke / Wally Masur      | Peeter Doohan / Brian Levine       | 4-6, 7-5, 6-1   |
| 1983 | Craig Miller / Eric Sherbeck      | Broderick Dyke / Rod Frawley       | 6-3, 4-6, 6-4   |
| 1982 | Pat Cash / Chris Johnstone        | Broderick Dyke / Wayne Hampson     | 6-3, 6-7, 7-6   |
| 1981 | Colin Dibley / John James         | Eddie Edwards / Craig Edwards      | 6-3, 6-4        |
| 1980 | turnaj se nekonal                 |                                    |                 |
| 1979 | Colin Dibley / Chris Kachel       | John Alexander / Phil Dent         | 6-7, 7-6, 6-4   |
| 1978 | turnaj se nekonal                 |                                    |                 |
| 1977 | Cliff Letcher / Dick Stockton     | Syd Ball / Kim Warwick             | 6-3, 6-4        |
| 1976 | turnaj se nekonal                 |                                    |                 |
| 1975 | turnaj se nekonal                 |                                    |                 |
| 1974 | Grover Raz Reid / Allan Stone     | Mike Estep / Paul Kronk            | 7-6, 6-4        |

## Výsledky finále žen

### Dvouhra
| Rok           | Název turnaje                             | Vítězka          | Finalistka         | Výsledek      |
| ------------- | ----------------------------------------- | ---------------- | ------------------ | ------------- |
| 1988          | Danone Southern Cross Classic Adelaide    | Jana Novotná     | Jana Pospíšilová   | 7-5, 6-4      |
| 1980          | National Panasonic Open Adelaide Adelaide | Hana Mandlíková  | Sue Barkerová      | 6-2, 6-4      |
| 1979          | Berri Fruit Juices Adelaide               | Hana Mandlíková  | Virginia Ruziciová | 7-5, 2-2      |
| 1978          | Adelaide Int’l Adelaide                   | Kerry Reidová    | Beth Nortonová     | 7-5, 6-7, 6-1 |
| 1975          | South Australian Champ’s Adelaide         | Sue Barkerová    | Helga Masthoffová  | 6-2, 6-1      |
| 1974          | South Australian Champ’s Adelaide         | Olga Morozovová  | Evonne Goolagong   | 7-6, 2-6, 6-2 |
| 1972 prosinec | South Australian Champ’s Adelaide         | Evonne Goolagong | Kerry Harrisová    | 6-1, 6-2      |
| 1972 leden    | South Australian Champ’s Adelaide         | Evonne Goolagong | Olga Morozovová    | 7-6, 6-3      |

### Čtyřhra
| Rok           | Název turnaje                             | Vítězky                                            | Finalistky                                    | Výsledek      |
| ------------- | ----------------------------------------- | -------------------------------------------------- | --------------------------------------------- | ------------- |
| 1988          | Danone Southern Cross Classic Adelaide    | Sylvia Hanikaová / Claudia Kohde-Kilschová         | Lori McNeilová / Jana Novotná                 | 7-5, 6-7, 6-4 |
| 1980          | National Panasonic Open Adelaide Adelaide | Pam Shriverová / Betty Stöveová                    | Sharon Walshová / Sue Barkerová               | 6-4, 6-3      |
| 1979          | Berri Fruit Juices Adelaide               | Hana Mandlíková / Virginia Ruziciová               | Sue Barkerová / Pam Shriverová                | 6-1, 3-6, 6-2 |
| 1978          | Adelaide Int’l Adelaide                   | Lesley Huntová / Sharon Walshová                   | Marise Krugerová / Ilana Klossová             | 6-2, 6-2      |
| 1975          | South Australian Champ’s Adelaide         | Sue Barkerová / Michelle Tylerová-Wilsonová        | Kym Ruddellová / Janet Youngová-Langfordová   | 7-5, 6-3      |
| 1972 prosinec | South Australian Champ’sAdelaide          | Jevgenija Birjukovová / Janet Youngová-Langfordová | Evonne Goolagong / Helen Gourlayová-Cawleyová | 6-3, 6-2      |
| 1972 leden    | South Australian Champ’sAdelaide          | Olga Morozovová / Evonne Goolagong                 | Hogarthová / Marilyn Teschová                 | 6-3, 6-0      |